# Ястребовский (Краснодарский край)
Ястребовский — хутор в Крымском районе Краснодарского края Российской Федерации. Входит в состав Мерчанского сельского поселения. По данным на 2015 год в хуторе прописано 215 человек.
Хутор находится недалеко от границы Крымского и Абинского районов, при притоке притока реки Абин, в 23 или 32 км от города Крымска на открытой местности. Климат умеренно континентальный, плюсовые температуры преобладают на протяжении всего года. В населённом пункте три улицы, общая площадь составляет чуть больше 100 га. В Ястребовском расположен ряд инфраструктурных объектов, застройка индивидуальная жилая.
Пр хуторе сделаны археологические находки, некоторые из которых датируются эпохой до нашей эры. Сам же населённый пункт появился в середине XIX века, до 1882 года. Первоначально упоминался как Ястребова по имени помещика Ястреба, владельца земель, на которых расположен хутор. Первыми жителями были переселенцы — арендаторы земель. Во время Великой Отечественной войны хутор находился под оккупацией войск нацистской Германии, освобождён в 1943 году. В 2004 году вошёл в состав Мерчанского сельского поселения.

## География
Ястребовский расположен в Западном Закубанье, на Кавказе, в восточной части Крымского района и южной Мерчанского сельского поселения недалеко от границы с Абинским городским поселением Абинского района, у не имеющего на картах названия водотока (приток притока реки Абин). Расстояние до райцентра Крымска — 23 км или 32, до Краснодара — 104 км. Ближайшими населённые пункты — Майоровский (≈ 1 км к западу), практически на таком же расстоянии Бережной (к югу), центр поселения Мерчанское к северу. Хутор находится на высоте 19 или 17 м над уровнем моря. Местность вокруг хутора открытая, по другой берег реки находится лес, где произрастают ясень и тополь. В районе хутора расположены поля сельскохозяйственного назначения. Земли населённого пункта относительно благоприятны для строительства. Водоприёмник поверхностного стока — Медвежья балка. По данным сельского поселения, хутор занимает площадь в 103,99 га, из которых 37,70 занято жилой застройкой.

## Название
Название населённого пункта дано по имени Ястреба (по другой версии это была фамилия — Ястребов
), помещика, бывшего офицера из казаков. Ястребу была выдана правительством земля площадью 280 десятин. Он сдавал её в аренду крестьянам, основавшим хутор и ставшим его первыми жителями. На землях населённого пункта находился его дом и прилегающие постройки. В 1897 году земля была выкуплена. Дальнейшая судьба Ястреба в источниках указывается по разному: согласно одной версии, он умер после прихода хутора в упадок, была найдена могила с его фамилией. Однако в другом источнике указывается, что Ястреб после революции в стране покинул государство и эмигрировал во Францию. У некоторых местных жителей также встречается вариант именования хутора «Ястребовск».

## История
Территория, где расположен хутор, была освоена людьми ещё в древности. Об этом свидетельствуют курган Ястребовский № 2 (создан ещё в I веке до н. э.) и более позднее поселение Ястребовское, бронзовый век, II—III века уже н. э. Промеотским периодом датируется одноимённый могильник.. Вокруг поселения при хуторе располагался ров (поселение находилось при одном из городищ меотской культуры). К X веку на территории появились печенеги: доказывает это найденная у хутора изготовленная средством лепки керамическая посуда, характерная для саркельского гарнизона кочевников периода X века. На Ястребовском 1-м могильнике обнаружили ритуальную площадку на глубине около 1,5 м, железные изделия из бронзы, керамику. Курган входит в состав Абинской группы и представляет из себя «своеобразный поминальник». В одном из курганов, относящихся к могильнику, добыт наконечник ремня, полученный в результате торговли импортом и контактов между землями Кавказа и Ананьинского культурно-исторического региона.
Сам же населённый пункт возник примерно одновременно с другими хуторами поселения (кроме хутора Веселый, основанного в следующем веке). На сайте поселения как примерный период появления Ястребовского указаны 70-90-е годы XIX века. Однако Ястребовский появился раньше 1882 года, когда в списке населённых мест Кубанской области уже обозначен хутор Ястребова Темрюкского уезда. Тогда НП входил во владельческий участок представителя войскового сословия. Хутор насчитывал уже 24 дома и немногим больше 100 жителей. Первыми брать в аренду земли Ястреба стали выходцы из Бессарабской губернии Российской империи, прописанные в селе Селемет (арендаторы земель Ястреба считаются основателями хутора). После этого с помощью поземельного банка крестьяне, бывшие выходцами из села Конятино, входившего в другую губернию (Харьковскую) купили у Ястреба землю на 250 десятин. В источниках встречаются разночтения по поводу этой покупки: так, краевед Сергей Вахрин пишет, что она произошла 3 июня 1897, но авторский коллектив книги «Город Крымск и Крымский район: прошлое и настоящее» (гл. ред. Ю. Кочериди), указывает, что это произошло в 1900 году и что земля была не куплена, а взята в аренду на 50 лет.
По состоянию на 1907 год хутор входил в Темрюкский отдел, Кубанскую область. На 1917 относился к даче станицы Абинской Таманского отдела, в 1925 входил в Абинский сельский совет Абинского района, тогда на хуторе была партийная организация. На 1926 тот же сельсовет того же района Кубанского округа Северо-Кавказского края. В 1929 году был создан получивший наименование «Украина» колхоз, председателем выбрали Глухенького К. Г., в предприятие первоначально объединились в общей сложности 40 семей (позднее туда вошли и некоторые из соседнего хутора Майоровского). Во владении колхоза находились 300 га земли, среди которых пашни площадью 200 га, лошади, брички, плуги и прочие орудия сельскохозяйственного труда. В 1933 году впервые в собственности колхоза появились автомобиль и трактор. Несмотря на относительно низкую урожайность, «Украина» считался наиболее крепким колхозом из всех, работавших тогда на территории сельского поселения. Сельское хозяйство было развито ещё до появления колхоза.
После начала Великой Отечественной войны хутор был оккупирован войсками нацистской Германии. С 30 сентября 1942 в нём располагался штаб группы «Wetzel». Первоначально через местность расположения хуторов Ястребовский и Береговой советские войска должны были нанести удар по немцам, выйти к городу Абинску (тогда станица Абинская) и отрезать базировавшихся там врагов. Но удар решили перенести к юго-востоку. В хуторе действовали партизанские отряды. В марте 1943 года в ходе освобождения Мерчанского и соседних населённых пунктов бойцами Красной армии хутор вновь перешёл под контроль СССР. После освобождения региона от фашистов началось восстановление сельского хозяйства: получены сопоставимые с довоенными показатели собранного урожая зерновых культур и подсолнечников. В 1948 году труженица колхоза Анна Сильченко удостоена звания Героя Социалистического Труда.
В 1950 году колхоз «Украина» был объединён с другими соседними в один, названный «Дружба». Ястребовский был известен за выращивание там овощей и разведение домашней птицы. На 1955, 1964, 1976, 1988 года — хутор Мерчанского сельского совета Крымского района. До 1970-х в хуторе находилось отделение больницы Крымска (венерическое). Позже оно было перенесено на хутор Армянский, а затем в административный центр района. На 1999 год в хуторе было 109 домов. С 2004 года хутор входит в состав Мерчанского сельского поселения. В конце 2000-х годов Ястребовский был включён в краевую программу по газификации населённых пунктов. Был создан подводящий газопровод, а затем общество «Крымскгазстрой» начало работы по проведению уличных газопроводов, также проходило благоустройство населённого пункта. В 2022 году находился под угрозой затопления.

## Современное состояние
В Ястребовском, по данным КЛАДР, три улицы: Бригадная, Вишнёвая и Центральная. Действует продуктовый магазин, есть детская площадка, кладбище. Имеются несколько недействующих предприятий, среди которых в том числе: разрушенные клуб и баня, спортклуб и фермерское хозяйство, трудовой лагерь, зона промышленности, фермы, кузница. В Ястребовском находится памятник военной истории — братская могила, где захоронены 594 (или 584) бойца Красной Армии, погибших в годы Великой Отечественной войны. Есть водоснабжение (водонапорная башня), электроэнергия, газификация, некоторые жители подключены к автоматическим телефонным станциям АТСК-100/2000. Дороги внутри хутора грунтовые. Работает автобусный маршрут автостанция Крымск — хутор Ястребовский, автобусное сообщение с центром района и населёнными пунктами поселения. Имелась конечная остановка (иногда в качестве такой упоминается Мова). В некоторых источниках остановка в хуторе не упоминается, конечная находится в Мерчанском. Хутор застроен индивидуальными жилыми домами с участками для приусадебного хозяйства, в жилых зданиях преимущественно один или два этажа. Действует территориально-общественное самоуправление (ТОС) № 3. Работает интернет 2G, 3G и 4G, обеспечиваемый операторами «Билайн», «Мегафон» и МТС. В хуторе оканчивается автомобильная дорога 03Н-287 Новоукраинский — Мерчанское — Ястребовский, от него также отходит дорога на Абинск, проходящая через хутор Бережной

## Климат
Климат на всей территории Крымского района, куда входит Ястребовский — благоприятный и умеренно континентальный. На протяжении всего года преобладают плюсовые температуры, влажность воздуха не менее 55 %, летом дождливых дней больше, чем солнечных. Облачность достигает наиболее высоких показателей зимой и в начале весны, наиболее низких — летом. Количество пасмурных дней низкое. Скорость ветра не менее 5 м/с и не более 8, преобладающие направления — с северо-востока и юго-запада. Большинство дней без осадков, с частичной или сплошной облачностью. Максимальные температуры превышают 30°, минимальные не больше 9°. Зона увлажнения умеренная, распределяются осадки неравномерно.

## Население
| 1999 | 2002 | 2010 |
| ---- | ---- | ---- |
| 231  | ↘219 | ↘213 |

- 1882 год — 24 дома, 57 мужчин и 49 женщин, 106 человек[22]

- 1917 год — 22 хозяйства[25]

- 1925 год — 34 двора, 158 человек (81 мужчина, 77 женщин)[26]
- 1926 год — 47 хозяйств, 215 человек (101 мужчина, 114 женщин)[27]
- 1943 год — 62 двора[67]
- 1987 год — ≈240 человек[6]
- 1999 год — 231 постоянный житель и 17 временных[38]
- 2002 год — 219 человек[68]
- 2010 год — 213 человек[69]
- 2015 год — 215 человек[8]

Малочисленный населённый пункт без прироста населения.

### Национальный состав
В 1882 году основным населением были православные малороссы.
На 1926 год большинство населения — казаки, среди национальностей преобладали украинцы.
Согласно данным Всероссийской переписи населения, прошедшей в 2002 году, среди национальностей преобладающей являлись русские (среди общего количества населения — 87 %).

### Гендерный и возрастной состав
Данные районной администрации показали следующую демографическую информацию по населению хутора (2015 год), общая численность 215 человек:
| Категория            | Число жителей | Процент |
| -------------------- | ------------- | ------- |
| мужчины              | 120           | 55,81   |
| женщины              | 95            | 44,2    |
| дети от 0 до 10 лет  | 28            | 13,0    |
| дети от 10 до 18     | 7             | 3,3     |
| взрослые от 18 до 30 | 16            | 7,4     |
| взрослые от 30 до 55 | 85            | 39,5    |
| взрослые 55 и старше | 79            | 36,7    |